# Estación de Mitras (Metrorrey)
La Estación Mitras forma parte de la línea 1 del sistema Metrorrey, está localizada en la Av. Rodrigo Gómez cerca de la Av. Ruiz Cortines. Fue inaugurada el 25 de abril de 1991.
La estación da servicio a las colonias Mitras Norte y Central, tiene acceso para personas con discapacidad. Lleva el nombre de Mitras debido a su ubicación, ya que se encuentra en los límites de las colonias Mitras Norte y Mitras Centro, al poniente de la ciudad de Monterrey N.L. Su logo está representado por el cerro de las Mitras. 

## Conexiones

### Metrobús
- Ruta 201 Primetral Sur: Recorre desde la estación hasta el municipio de Santa Catarina llegando a la zona de San Gilberto, donde recorre la avenida Perimetral Sur.
- Ruta 201 Primetral Norte: Recorre desde la estación hasta el municipio de Santa Catarina llegando a la zona de San Gilberto, donde recorre la avenida Perimetral Norte.

### TransMetro
- Mitras - Villas de San Francisco: Recorre parte de las avenidas Rodrigo Gómez, Aztlán y Camino Real hasta entrar a las colonias Alianza Real y Villas de San Francisco en el municipio de Escobedo y sus límites con el municipio de El Carmen.[1]

### Ecovía
- Lincoln - Valle Soleado: La estación ofrece trasbordo gratuito al sistema Ecovía, la conexión se realiza mediante rampas que conectan los andenes de ambos sistemas. Dicho servicio fue añadido el 31 de julio de 2014.[2]
- Circuito Lincoln - Mitras: Desde el 19 de agosto de 2016 se ofrece servicio a un circuito corto del sistema Ecovía el cual inicia en la estación Lincoln y utiliza la estación Mitras como terminal.[3]